# Pies Descalzos, Sueños Blancos
«Pies Descalzos, Sueños Blancos» (укр. «Босі ноги, білі сни») — третій сингл колумбійської співачки Шакіри з альбому «Pies Descalzos», випущений у 1996 році лейблами Sony Music і Columbia. Португальська версія пісні має назву «Pés Descalços». Композиція також увійшла до пізнішого альбому «Oral Fixation Tour».

## Відеокліп
Кліп спродюсований Густаво Гарсоном (Gustavo Garzón). У відео зображується бал-маскарад, на якому люди в масках, які зображають їхнє становище в суспільстві. У відкритих дверях співає Шакіра, і також показуються правила, які люди придумали для себе після того, як Адам і Єва скуштували заборонений плід.

## Чарти
| Чарт (1996)                    | Найвища позиція |
| ------------------------------ | --------------- |
| US Latin Pop Songs (Billboard) | 11              |